# Jan Timman
Jan Hendrik Timman (Amsterdam, 14 december 1951) is een Nederlandse schaakgrootmeester. Hij was negen maal Nederlands schaakkampioen. Hij behoorde geruime tijd tot de wereldtop en was ooit dicht bij het wereldkampioenschap. Op de top van zijn carrière werd hij beschouwd als The Best of the West.

## Levensloop
Timman komt uit een gezin met vier kinderen. Zijn ouders waren beiden wiskundigen, zijn vader Reinier Timman was hoogleraar wiskunde aan de TU Delft en zijn moeder, Anna Petronella de Leeuw, had ook wiskunde gestudeerd.
In de voetspoor van zijn ouders studeerde Timman een blauwe maandag wiskunde, waarna hij zich als schaakprof in Amsterdam vestigde. Hij hield er een bohemien levensstijl op na. Zijn leven in die jaren is mede gedocumenteerd in de roman 'Geheime liefde' van Laurie Langenbach. In 1978 leerde hij op de Amsterdamse kunstenaarssociëteit De Kring de Surinaamse psychologe Ilse-Marie Dorff kennen.
Nog datzelfde jaar trouwde hij met haar en kregen ze twee kinderen, Dehlia en Arthur.
Eind jaren 90 scheidde Timman van Dorff, en begin jaren 2000 leerde hij op het jaarlijkse schaaktoernooi in Wijk aan Zee de schaakster Geertje Dirkse kennen, met wie hij later zou trouwen.

## Schaakcarrière

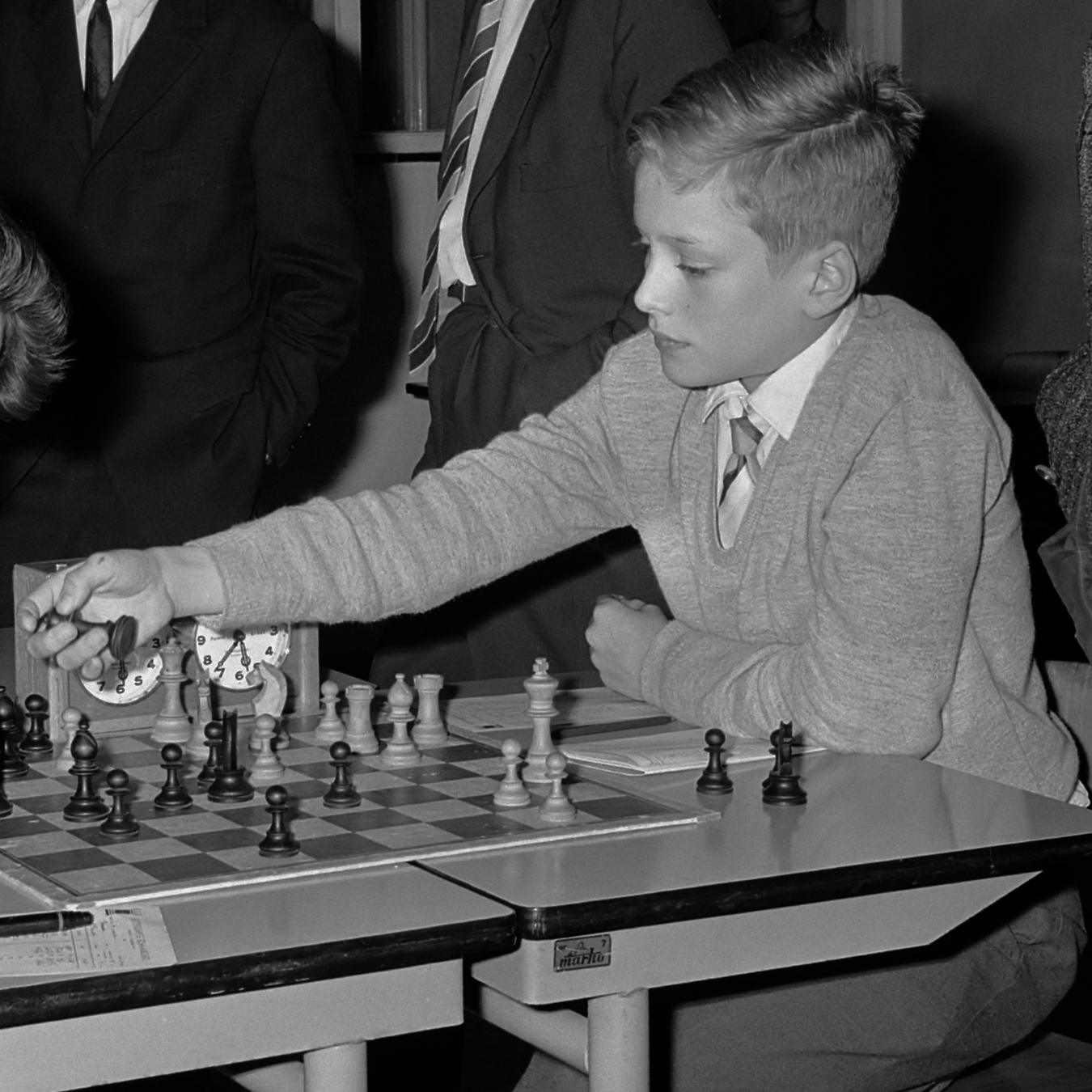
Jan Timman (1964)

Timman leerde het schaken op zijn achtste. In korte tijd werd hij een van de sterkste spelers van de Delftse Schaakclub. Op zijn veertiende werd hij Nederlands kampioen bij de junioren tot 20 jaar. Timman vertrok toen naar een schaakvereniging in Rotterdam, om sterkere tegenstanders tegenover zich te vinden en beter getraind te worden. Een jaar later, in 1967, werd hij derde op het wereldkampioenschap voor junioren tot 20 jaar.

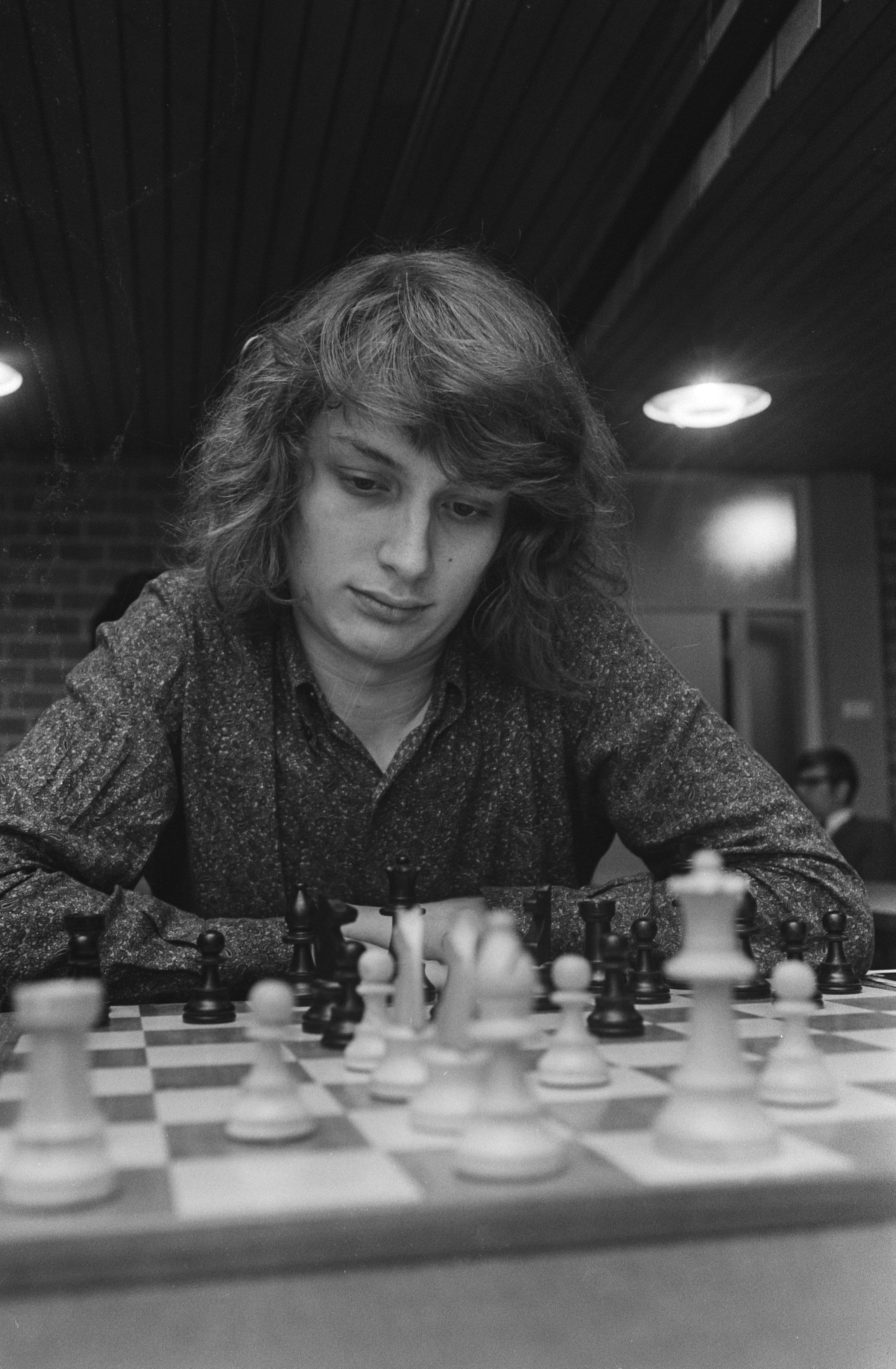
Timman in 1971 (Hoogovens)

In 1971 werd Timman internationaal schaakmeester (IM), en in 1974 behaalde hij de grootmeestertitel (GM). Hij is negen keer schaakkampioen van Nederland geworden: in 1974-1976, 1978, 1980, 1981, 1983, 1987 en 1996.
In de jaren zeventig drong Timman geleidelijk door tot de wereldtop. Aansprekende toernooioverwinningen uit die tijd waren IBM Amsterdam 1978 en Bled/Portoroz 1979. Timman begon ook mee te doen om de strijd om het wereldkampioenschap. Na twee mislukte pogingen (Forssa/Helsinki 1972 en Reykjavik 1975) won hij samen met Tony Miles het Zonetoernooi Amsterdam 1978. In het interzonetoernooi van Rio de Janeiro 1979 kwam hij net tekort om tot de kandidatenmatches door te dringen.
In 1982 stond hij op de tweede plaats op de wereldranglijst, achter Anatoli Karpov. In de jaren tachtig won hij een aantal zeer sterk bezette grootmeestertoernooien, waaronder in Nederland het IBM-schaaktoernooi te Amsterdam (1981), het Hoogovenstoernooi te Wijk aan Zee (1981, 1985), het OHRA Schaakfestival in Amsterdam (1984) het Interpolistoernooi in Tilburg (1987), het VSB-toernooi in Amsterdam (1987 en 1989) en het WorldCup-toernooi in Rotterdam (1989). Andere grote successen waren er met toernooiwinsten in Las Palmas (1981), Mar del Plata (1982), Bugojno (1984) en Sarajevo (1984). In Spanje won hij het belangrijke toernooi in Linares (1988).

### Interzonetoernooien en de match om het wereldkampioenschap

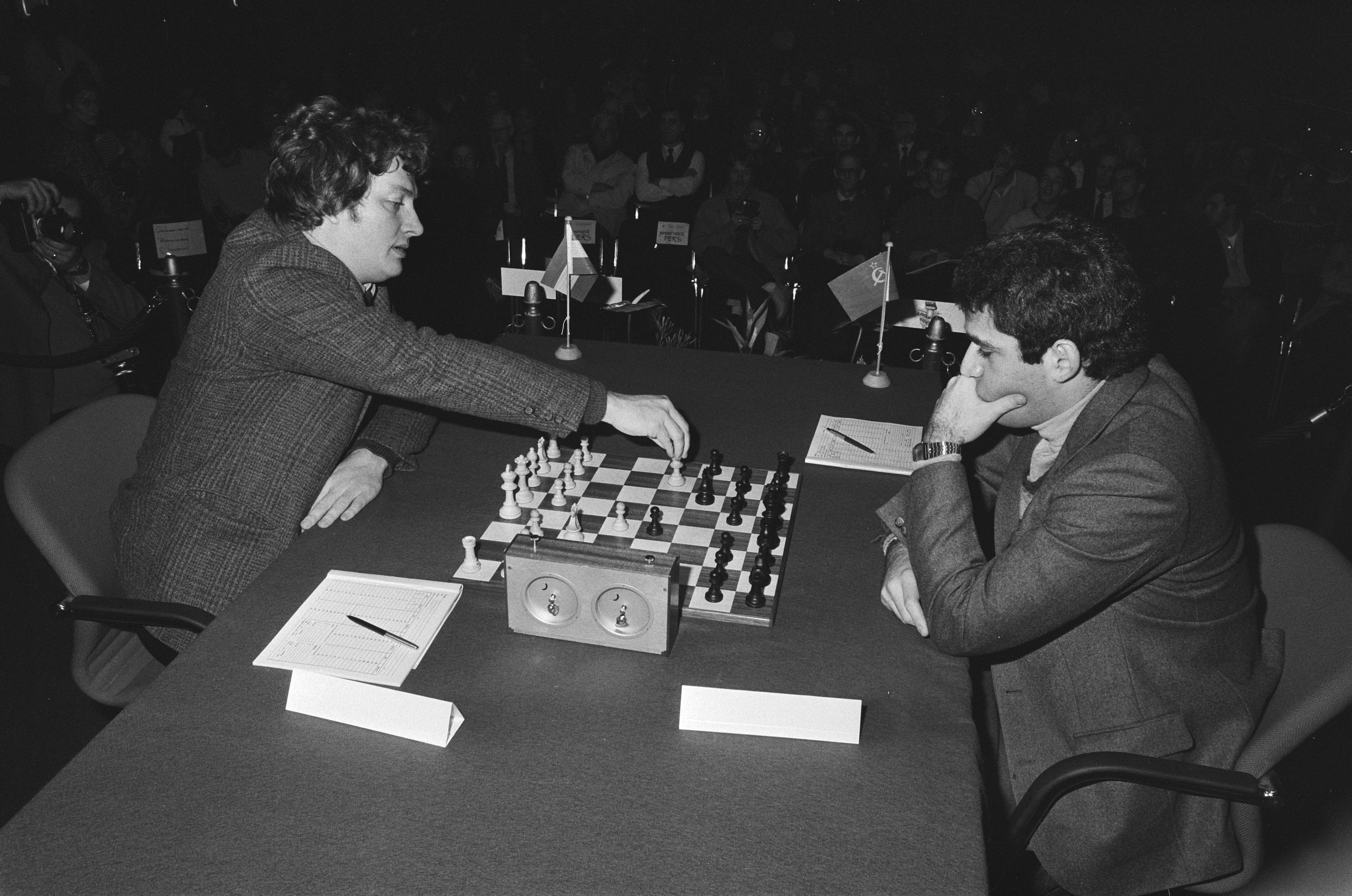
Timman vs. Kasparov (1985)

In het interzonetoernooi van Las Palmas 1982 eindigde Timman in de middenmoot, maar dat van Taxco 1985 won hij overtuigend. Via het daaropvolgende kandidatentoernooi van Montpellier 1985 plaatste hij zich voor de kandidatenmatches. Zijn eerste optreden daar was geen succes, hij verloor in 1986 van Artur Joesoepov. In de daaropvolgende cyclus versloeg Timman Valeri Salov, Lajos Portisch en Jonathan Speelman, maar verloor de finale in 1990 van Anatoli Karpov met 2½-6½. Ook in de cyclus daarna bracht hij het tot de finale. Hij versloeg Robert Hübner, Viktor Kortsjnoj en Artur Joesoepov, maar verloor in 1993 van Nigel Short. Onverwacht kon hij datzelfde jaar alsnog voor een match om het wereldkampioenschap aantreden, omdat Garri Kasparov en Nigel Short hun match buiten de FIDE om speelden. Timman speelde tegen Karpov maar verloor met 8½-12½.

### Immopar 1991

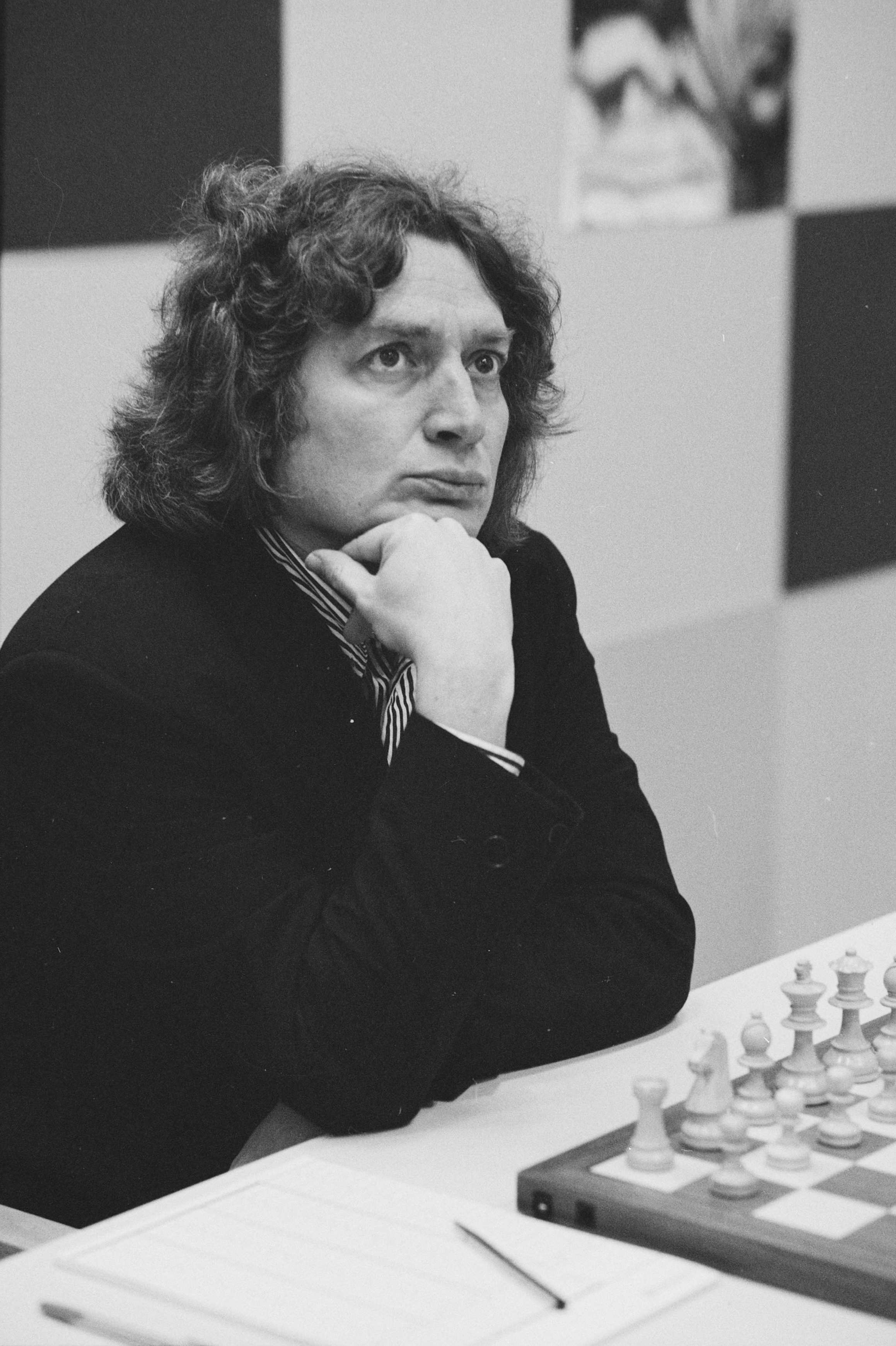
Jan Timman, 1994

In 1991 werd Timman winnaar van het 2e Trophée Immopar rapidtoernooi. In dat knock-outtoernooi versloeg hij achtereenvolgens de wereldtoppers Gata Kamsky (1½–½), Anand (1½-½), Karpov (2-0), en in de finale de toenmalige wereldkampioen Kasparov (1½-½). Het toernooi werd gespeeld in Parijs en duurde slechts een paar dagen. Het leverde hem een toernooiprestatierating (TPR) op van rond de 2950 en de eerste prijs van zo'n 80.000 Amerikaanse dollar. Naar eigen zeggen bewees hij ermee dat hij toen de officieuze titel van het wereldkampioenschap rapidschaken had.

### Overige resultaten

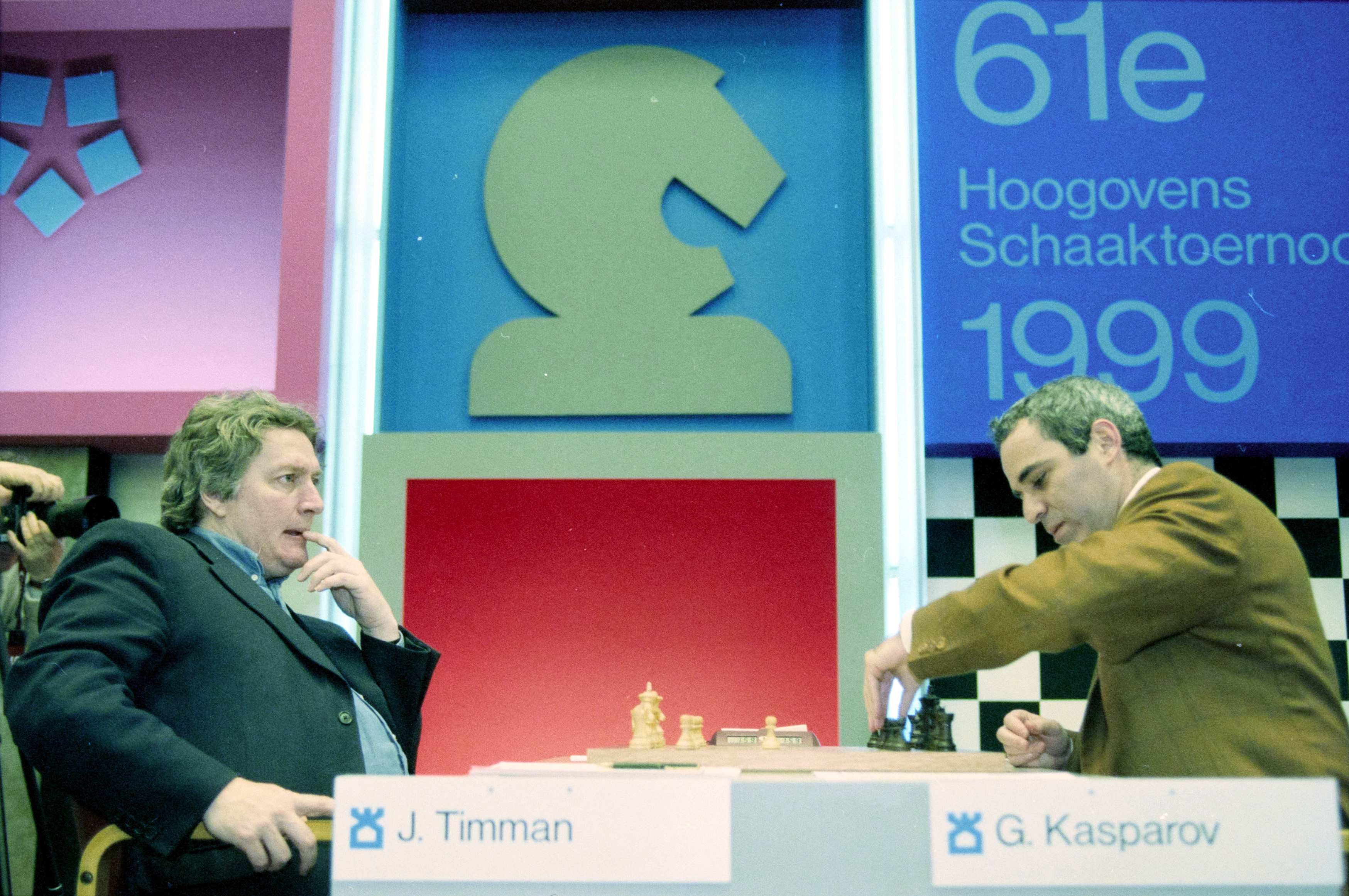
Timman vs. Kasparov (1999)

Timman won samen met Julio Granda Zúñiga de Donner Memorial van 1995.
In maart 2004 veroverde hij een gedeelde eerste plaats in een toernooi in Reykjavik. In 2004 verloor Jan Timman in Almelo een tweekamp van Loek van Wely met 2-0. In het Amsterdam Chess Tournament 2004 bereikte Jan Timman een gedeelde tweede plaats, Friso Nijboer werd eerste. In 2006 won hij het Sigeman-toernooi in Malmö te Zweden en werd hij tweede in het Staunton-memorialtoernooi in Londen. In 2009 werd hij gedeeld tweede op het open kampioenschap van Gouda. In 2012 werd hij gedeeld tweede in het door Georgui Castaneda gewonnen HSC/De Legibus Open in Helmond. Deze waren echter rapidtoernooien die niet meetelden voor de rating. In 2009 won hij daarentegen het Staunton Memorial in Londen en in 2016 versloeg hij Karpov in Moermansk met 2,5-1,5.

### Nederlands team
Timman is van 1972 tot 2004 13 keer uitgekomen voor het Nederlandse team op de Olympiade, waarvan 11 keer op het eerste bord. In 1976 won hij de gouden medaille voor de beste score op dat bord. In 2005 maakte hij met Loek van Wely, Ivan Sokolov, Sergej Tiviakov en Erik van den Doel deel uit van het team dat in Göteborg Europees kampioen werd.
In de jaren hierna was hij slechts heel af en toe actief op het hoogste niveau. Hij speelde bij Schaakvereniging Wageningen en in Keulen-Porz.

## Bijdragen aan het schaakspel
Jan Timman heeft veel bijgedragen aan het schaakspel. Hij is hierom drager van de Euwe-ring geweest. Zijn bibliografie bevat vooral spelanalyses, maar ook biografieën en verhalen uit de schaakwereld. In 1984 werd hij hoofdredacteur van het schaaktijdschrift New In Chess. Hij heeft veel eindspelstudies gecomponeerd, waarmee hij internationale faam heeft behaald. Daarnaast schreef Timman een introductie op De ontdekking van de hemel (1992) van Harry Mulisch: 64+1. De schaker Hein Donner speelt een belangrijke rol in dit boek van Mulisch. Timman kende zowel Mulisch als Donner.
In de tweede helft van de jaren 1990 maakte en presenteerde Timman onder regie van Jop Pannekoek de Teleac-televisiecursus Schaken met Jan Timman. In deze zesdelige serie toonde de toenmalige Nederlands kampioen de regels en tactieken van het schaken aan de hand van wedstrijden tussen grootmeesters.

## Varia
Timman is een kenner van de Russische schrijver Dostojevski; hij heeft enkele malen een lezing over hem gegeven.

## Publicaties
- Fischer (1972) / Tim Krabbé, Alexander Münninghoff, Jan Timman. Arbeiderspers, Amsterdam. 200 p. 2e dr. 1972. ISBN 90-295-2712-9.
- De tweekamp Spasski-Fischer 1972 (1972) / voorgeschiedenis: Max Euwe; analyses: Jan Timman. Moussault/Ten Have/Standaard, Amsterdam/Antwerpen. 144 p. ISBN 90-226-1072-1.
- Schaak ‘75: een overzicht van het Nederlandse schaak in het afgelopen jaar (1975) / J. Timman, W.F. Andriessen, G. Sosonko. Keesing/Andriessen, Amsterdam. 160 p. ISBN 90-6083-190-X.
- AGO tweekamp 1976 tussen de schaakgrootmeesters Viktor Kortsjnoj en Jan Timman : Leeuwarden 15 tot 25 november. Timman, Jan Hendrik / AGO Verzekeringen] / (1976)
- De schaakopening (1977). Andriessen/Keesing, Amsterdam. 206 p. ISBN 90-6083-180-2. Leer goed schaken, dl.6.
- Het matchboek Karpov-Kortsjnoj (1979) / Jan Timman en Max Pam; ill. Jeroen Henneman. Arbeiderspers, Amsterdam. 296 p. ISBN 90-295-4865-7. Wereldkampioenschap 18 juli-18 oktober 1978, Filipijnen.
- Het groot analyseboek (1979). Andriessen/Keesing, Amsterdam. 208 p. ISBN 90-6083-282-5. 2e herz. dr. 1993 o.d.t. De kunst van de analyse. Bakker, Amsterdam. 284 p. ISBN 90-351-1248-2. Analyses van 24 partijen uit de jaren 1971-1979.
- De schaakopening (1979). Andriessen/Keesing, Amsterdam. 206 p. ISBN 90-6083-264-7. Leer goed schaken, dl.12.
- Man en paard '80-'81: 36 radioprogramma's over schaken in de vorm van een dagboek (1981) / bijgehouden door Hans Böhm, Jan Timman en Jos Timmer. KRO, Hilversum. 96 p.
- Schaakwerk I: analyses en studies (1983). Bert Bakker, Amsterdam. 191 p. ISBN 90-6742-001-8. 2e, herz. dr. 1991. 224 p. ISBN 90-351-1085-4. Analyse van zijn partijen 1979-1982, met eindspelstudies.
- KRO schaaktweekamp 1984: Timman-Portisch: 16-22 december 1984 (1985) / met bijdragen van Jan Timman e.a.; samenst. en eindred.: Jos Timmer. KRO, Hilversum. 60 p.
- KRO schaaktweekamp 1985: Timman-Kasparov: 15-22 december (1986) / analyses: Jan Timman e.a.; bijdragen: Herman Post e.a.; samenst. en eindred.: Jos Timmer. KRO, Hilversum. 60 p.
- Het smalle pad: ervaringen met het wereldkampioenschap (1988). Bert Bakker, Amsterdam. 265 p. ISBN 90-351-0566-4. Zijn kwalificatietoernooien voor het wereldkampioenschap.
- De schaker als schrijver: een herinnering aan J.H. Donner. In: De gids: nieuwe vaderlandsche letteroefeningen, jrg.152 (1989) nr.4, p.284-289. ISSN 0016-9730.
- Schaakzaken (1990). Bert Bakker, Amsterdam. 216 p. ISBN 90-351-0916-3. 27 artikelen, deels eerder versch. in: New in chess, De Gids en Elsevier.
- Matchboek Timman-Short: KRO schaaktweekamp '89, 13-20 dec. Hilversum (1990) / analyses: Jan Timman e.a.; bijdragen: Hans Bouwmeester e.a.; samenst.: Jos en Robert Timmer. KRO/Interpolis, Hilversum/ Tilburg. 79 p. ISBN 90-71595-08-0.
- Guest lecture given by Jan Timman for talented young Dutch chess players (27th april 1990), Timman, Jan / Max Euwe Centre / [1990]
- Schaak (1991) / bijdragen van Jan Timman e.a. Stichting SIC, Tilburg. 140 p. SIC, jrg.6, nr.3.
- Schaakwerk II: aanvalswendingen en eindspelfinesses (1991). Bert Bakker, Amsterdam. 224 p. ISBN 90-351-1086-2. Analyse van zijn partijen 1971-1990, met eindspelstudies.
- Matchboek Timman-Seirawan: KRO schaaktweekamp '90, 14-21 dec. Hilversum (1991) / analyses: Jan Timman e.a.; bijdragen: Herman Hofhuizen e.a.; samenst.: Jos Timmer e.a. KRO/Interpolis, Hilversum/ Tilburg. 95 p. ISBN 90-71595-09-9.
- Matchboek Timman-Ivantsjoek: tiende KRO-schaaktweekamp, 16 t/m 23 december 1991, Hilversum (1992) / analyses door Jan Timman e.a.; bijdragen van Hans Böhm e.a.; samenst. Jos Timmer e.a. KRO/Interpolis, Hilversum/Tilburg. 83 p. ISBN 90-71595-10-2.
- Endgame themes in encounters between Timman and Karpov, Timman, Jan / STES (Stichting Eindspel) / [1993]
- Chess the adventurous way: best games and analyses 1983-1993 (1994). Interchess, Alkmaar. 254 p. ISBN 90-71689-85-9.
- Schaken met Jan Timman (1998) / prod. Michiel Hobbelink en Rob Douwes; regie Jop Pannekoek ; eindred. Jan Timman. Teleac/NOT, Utrecht. 6 video’s van 25 min. met cursusboek, 1997. 132 p. + cd-rom. ISBN 90-6533-457-2. Afl.1: De hoop van het westen. Afl.2: Wisseling van de wacht. Afl.3: Romantisch schaak.Afl. 4: De triomf van een 14-jarige. Afl.5: Leerling verslaat meester. Afl.6: Mens tegen machine.
- De schaker als schrijver : een herinnering aan J.H. Donner. Timman, Jan / In: De gids : nieuwe vaderlandsche letteroefeningen; vol. 152 (1989), afl. 4 (apr), pag. 284-289 / 1989
- I.s.m. het Schaakbulletin. Eng. 3e, uitgebr.dr. o.d.t.: Fischer world champion!: the acclaimed classic about the 1972 Fischer-Spassky world championship match (2009). New In Chess, Alkmaar. 175 p. ISBN 978-90-5691-263-5. Oorspr. Eng. uitg.: 2002.
- De kracht van het paard (2002). New In Chess, Alkmaar. ISBN 90-5691-196-1. Schaken met Jan Timman ; 1.
- Een sprong in de Noordzee (2002). De Bezige Bij, Amsterdam. 205 p. ISBN 90-234-7069-9. Eerder verschenen verhalen, beschouwingen en dagboeken in diverse tijdschriften.
- De verteller (2002). De Bezige Bij, Amsterdam. In: Mulisch toegesproken / met bijdragen van Freek de Jonge ... et al. p. 32-35.
- De macht van het loperpaar (2003). New In Chess, Alkmaar. ISBN 978-90-5691-196-6. Schaken met Jan Timman ; 2.
- Briljant schaken 2003: de 10 beste partijen, de 10 mooiste studies (2003) / Jan Timman, Hans Böhm; eindred.: Wybrand Scheffer. Tirion, Baarn. 135 p. ISBN 90-439-0556-9.
- Briljant schaken 2004: de 10 beste partijen, de 10 mooiste studies (2004) / Jan Timman, Hans Böhm; eindred.: Wybrand Scheffer. Tirion, Baarn. 139 p. ISBN 90-439-0673-5.
- Curaçao 1962: the battle of minds that shook the chess world (2005), New In Chess, ISBN 90-5691-139-2. Reconstructie van het schaaktoernooi.
- On the attack : the art of attacking chess according to the modern masters. New In Chess (2006)
- Nooit vergeten afgebroken partijen (2008). Schaakverhalen van Jan Timman e.a., verzameld door Jan Jansen. Schaakclub Vianen, Vianen. 62 p. Uitg. t.g.v. het 75-jarig bestaan van de Schaakclub Vianen.
- Šachmaty uroki strategii, Timman, Jan / Russian Chess House / 2011
- The art of the endgame: my journeys in the magical world of endgame studies (2011), New In Chess. ISBN 978-90-5691-369-4.[1]
- Schakers: portretten, De Bezige Bij (2012), ISBN 978-90-234-7144-8.[1]
- 64+1: De ontdekking van de hemel in 65 velden. (2012), De Bezige Bij. ISBN 978-90-234-7529-3.
- Timman's titans: my world chess champions (2016), New in Chess
- (en) The Longest Game. The Five Kasparov-Karpov Matches for the World Chess Championship.(2019) New in Chess ISBN 978-90-5691-811-8
- (en) Timman's Triumphs: My 100 Best Games (2020), New in Chess.[2] ISBN 109056919172
- (en) The Unstoppable American. Bobby Fischer’s Road to Reykjavik (2021) New in Chess. ISBN 978-90-5691-978-8
- Max Euwe’s Beste Partijen. Wereldkampioen schaken 1935-1937. (2023) New in Chess, ISBN 978-90-833366-1-9. Hetzelfde boek in het Engels: (en)  Max Euwe’s Best Games. The Fifth’s World Chess Champion (1935-1937) (2023), New in Chess, ISBN 978-90-833365-7-2